# ريوتا تاكاهاشي
ريوتا تاكاهاشي (باليابانية: 高橋 良太) (28 ديسمبر 1986 في توكوشيما في اليابان – )؛ هو لاعب كرة قدم ياباني سابق كان يلعب كلاعب وسط.

## وصلات خارجية
- ريوتا تاكاهاشي على موقع رابطة كرة القدم اليابانية للمحترفين (اليابانية)
- ريوتا تاكاهاشي على موقع قاعدة بيانات كرة القدم.إي يو (الإنجليزية)
- ريوتا تاكاهاشي على موقع عالم كرة القدم.نت (الإنجليزية)